# Ischnothyreus deccanensis
Ischnothyreus deccanensis är en spindelart som beskrevs av Benoy Krishna Tikader och C.L. Malhotra 1974. Ischnothyreus deccanensis ingår i släktet Ischnothyreus och familjen dansspindlar. Inga underarter finns listade i Catalogue of Life.